# Caligula japonica
Caligula japonica är en fjärilsart som beskrevs av Moore 1862. Caligula japonica ingår i släktet Caligula och familjen påfågelsspinnare. Inga underarter finns listade i Catalogue of Life.

## Bildgalleri

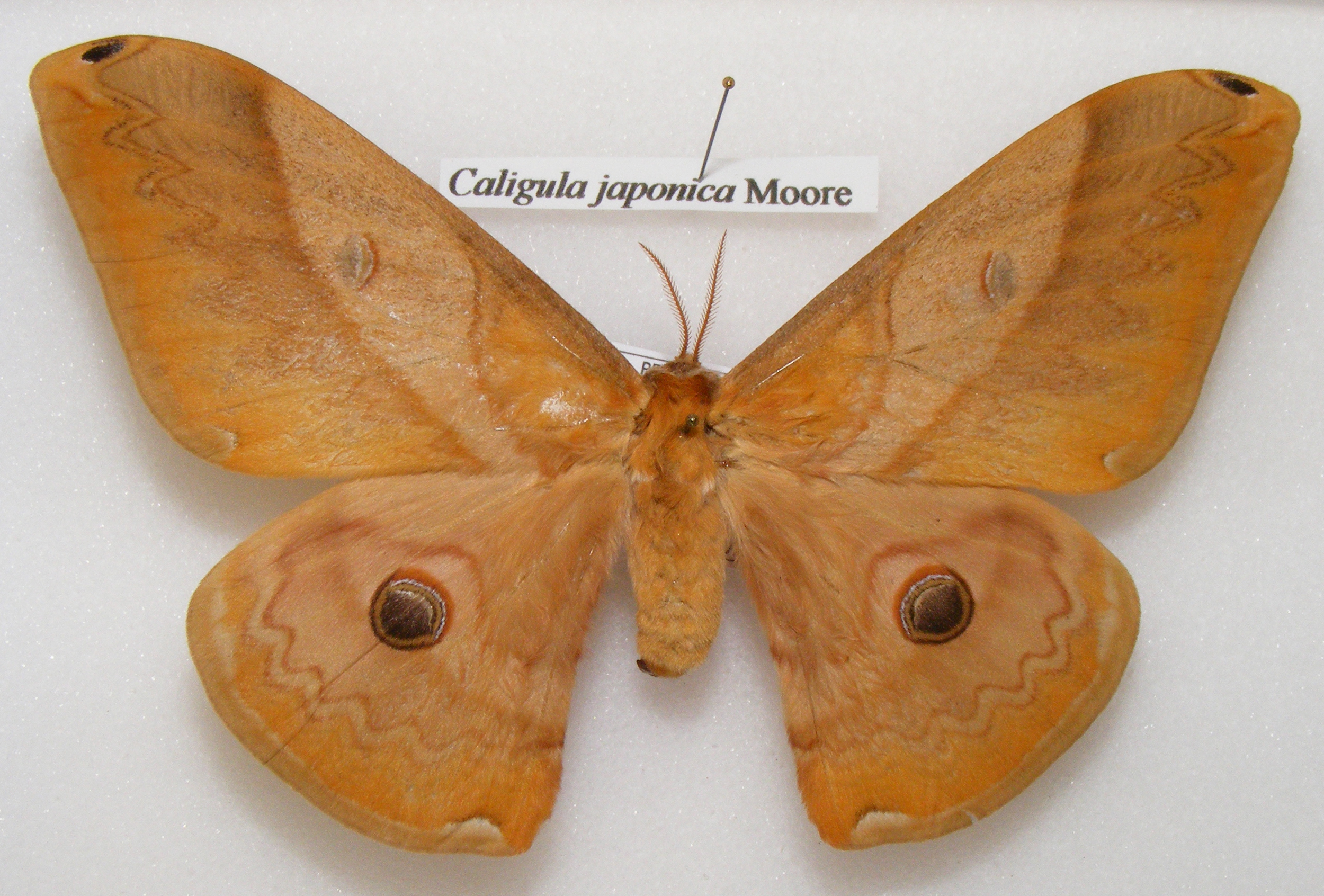
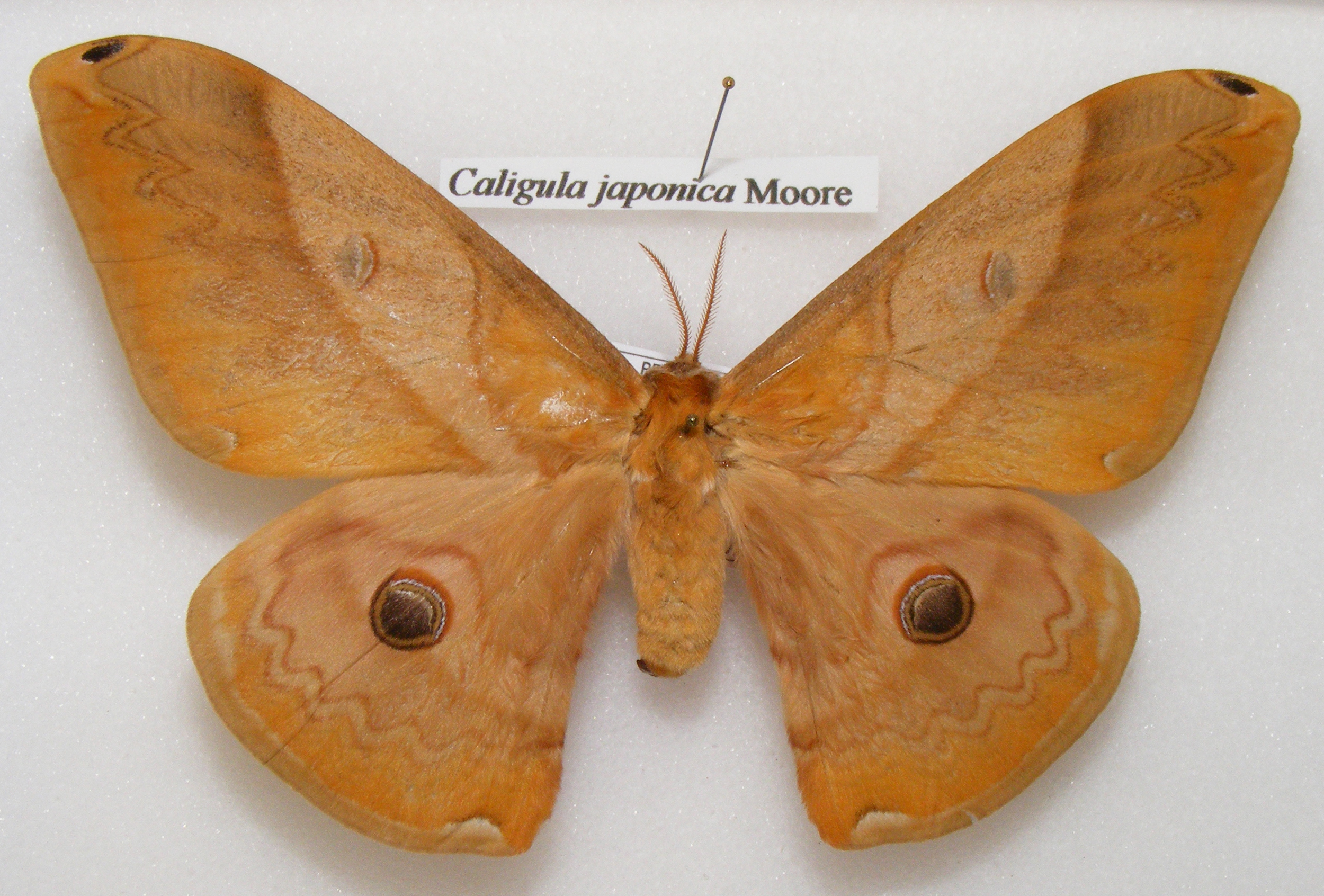